# 사회국가
사회국가(영어: Social State, 독일어: Sozialstaat)란 사회적 정의의 실현을 위하여, 자유의 실질적 조건을 마련하기 위한 적극적 조치를 위할 의무를 지는 국가를 의미한다. 사회국가는 역사적으로 사회주의의 이념과 부분적으로 관련이 있으나, 사회주의 국가와는 개념적으로 구별된다. 헌법은 이러한 사회국가를 헌법의 기본원리로 수용하고 있으며, 따라서 사회국가원리는 헌법의 일부로서 규범적 효력을 가진다.
헌법재판소는 "사회국가란 한마디로, 사회정의의 이념을 헌법에 수용한 국가, 사회현상에 대하여 방관적인 국가가 아니라 경제·사회·문화의 모든 영역에서 정의로운 사회질서의 형성을 위하여 사회현상에 관여하고 간섭하고 분배하고 조정하는 국가이며, 궁극적으로는 국민 각자가 실제로 자유를 행사할 수 있는 그 실질적 조건을 마련해 줄 의무가 있는 국가이다."라고 판시하였다.

## 관련 개념
- 사회국가원리는 민주주의, 법치주의와 함께 헌법의 기본원리에 해당한다.
- 사회국가는 재산권의 보장에도 변화를 야기하였으며, 재산권은 공공복리의 실현을 위하여 상대적으로 보장될 뿐이다.(재산권의 절대적 보장에서 재산권의 상대적 보장으로) 즉, 재산권은 사회적 구속성의 범위 안에서 인정된다. 헌법 제23조 제2항 "재산권의 행사는 공공복리에 적합하도록 하여야 한다."는 재산권의 사회적 구속성을 뜻한다. 헌법재판소는 "헌법 제23조 제1항 제2문은 재산권은 보장하되 “그 내용과 한계는 법률로 정한다.”고 규정하고, 동조 제2항은 “재산권의 행사는 공공복리에 적합하도록 하여야 한다.”고 규정하여 재산권 행사의 사회적 의무성을 강조하고 있다. 이러한 재산권 행사의 사회적 의무성은 헌법 또는 법률에 의하여 일정한 행위를 제한하거나 금지하는 형태로 구체화될 것이지만, 그 정도는 재산의 종류, 성질, 형태, 조건 등에 따라 달라질 수 있다. 따라서 재산권 행사의 대상이 되는 객체가 지닌 사회적인 연관성과 사회적 기능이 크면 클수록 입법자에 의한 보다 더 광범위한 제한이 허용된다고 할 것이다. 즉, 특정 재산권의 이용이나 처분이 그 소유자 개인의 생활영역에 머무르지 아니하고 일반 국민 다수의 일상생활에 큰 영향을 미치는 경우에는 입법자가 공동체의 이익을 위하여 개인의 재산권을 규제하는 권한을 더욱 폭넓게 가진다. 그런데 토지는 원칙적으로 생산이나 대체가 불가능하여 공급이 제한되어 있고, 우리나라의 가용토지 면적은 인구에 비하여 절대적으로 부족한 반면에, 모든 국민이 생산 및 생활의 기반으로서 토지의 합리적인 이용에 의존하고 있으므로, 그 사회적 기능에 있어서나 국민경제의 측면에서 다른 재산권과 같게 다룰 수 있는 성질의 것이 아니므로 공동체의 이익이 보다 더 강하게 관철될 것이 요구된다"고 하였다.[2]
- 사회국가는 헌법의 경제질서에도 영향을 주었으며, 따라서 헌법 제119조에 규정된 대한민국의 경제질서는 사회적 시장경제'로 해석된다. 헌법재판소는 "헌법 제119조는 제1항에서 대한민국의 경제질서는 개인과 기업의 경제상의 자유와 창의를 존중함을 기본으로 한다고 규정하여 사유재산제도, 사적 자치의 원칙, 과실책임의 원칙을 기초로 하는 자유시장 경제질서를 기본으로 하고 있음을 선언하면서, 한편 그 제2항에서 국가는 균형있는 국민경제의 성장 및 안정과 적정한 소득의 분배를 유지하고, 시장의 지배와 경제력의 남용을 방지하며, 경제주체간의 조화를 통한 경제의 민주화를 위하여 경제에 관한 규제와 조정을 할 수 있다고 규정하고, 또한 헌법 제34조 제1항은 모든 국민은 인간다운 생활을 할 권리를 가진다, 제5항은 신체장애자 및 질병·노령 기타의 사유로 생활능력이 없는 국민은 법률이 정하는 바에 의하여 국가의 보호를 받는다고 규정하여 사회국가원리를 수용하고 있어, 결국 우리 헌법은 자유시장 경제질서를 기본으로 하면서 사회국가원리를 수용하여 실질적인 자유와 평등을 아울러 달성하려는 것을 근본이념으로 하고 있다"[3] "즉,우리 헌법의 경제질서는 사유재산제를 바탕으로 하고 자유경쟁을 존중하는 자유시장 경제질서를 기본으로 하면서도 이에 수반되는 갖가지 모순을 제거하고 사회복지·사회정의를 실현하기 위하여 국가적 규제와 조정을 용인하는 사회적 시장경제질서로서의 성격을 띠고 있다."고 판시하고 있다.[4]
- 사회적 기본권